# 张尧同
張堯同（?—?），南宋秀水（今浙江嘉興）人。
生平事迹不詳。據其作品推知其應是宋寧宗以後的人，约宋度宗時期人物。著作大多散佚，今存《嘉禾百詠》一卷。